# Tulsa King
Tulsa King est une série télévisée américaine créée par Taylor Sheridan et diffusée aux États-Unis sur Paramount+ depuis le 13 novembre 2022. En France, elle est diffusée en clair sur M6 à partir du 8 octobre 2024 à raison de trois épisodes chaque mardi. Au Québec, elle est disponible sur le Club Illico.
La série met en scène Sylvester Stallone dans le rôle principal, un capo de la mafia fraîchement sorti de prison et arrivé à Tulsa.

## Synopsis
Dwight Manfredi, sociopathe surnommé "Cinq Étoiles" (pour son narcissisme), vient de purger une peine de 25 ans en Pennsylvanie, pour ne pas avoir dénoncé son « boss » Pete Invernizzi. À sa sortie, cet ancien membre de la mafia new-yorkaise retrouve sa ville d'origine. Alors qu'il pensait avoir un accueil digne de ce nom, le fils de Pete, Chickie, a pris du galon et lui demande de s'exiler à Tulsa dans l'Oklahoma, pour y développer un empire criminel à partir de rien.

## Distribution

### Principaux
- Sylvester Stallone (VF : Alain Dorval puis Paul Borne)[note 1] : Dwight « Cinq Etoiles » Manfredi
- Martin Starr (VF : Laurent Maurel) : Lawrence « Bohdi » Geigerman
- Jay Will (VF : Baptiste Marc) : Tyson Mitchell
- Max Casella (VF : Philippe Bozo) : Armand « Manny » Truisi
- Tatiana Zappardino (VF : Charlotte Daniel) : Tina Manfredi-Grieger
- Annabella Sciorra (VF : Brigitte Aubry) : Joanne Manfredi
- Vincent Piazza (VF : Antoine Nouel) : Vince Antonacci
- Garrett Hedlund (VF : Arnaud Léonard) : Mitch Keller
- Chris Caldovino (VF : Éric Peter) : Dennis « Goodie » Carangi
- Dana Delany (VF : Anne Rondeleux) : Margaret Devereaux
- Frank Grillo (VF : Nessym Guetat) : Bill Bevilaqua
- Neal McDonough (VF : Guillaume Orsat) : Cal Thresher
- Samuel L. Jackson : Russell Lee Washington Jr. (principal saison 3)

### Récurrents
- Ritchie Coster (VF : Franck Sportis) : Caolan Waltrip
- Emily Davis (VF : Léa Gabriele) : Roxanne « Roxy » Harrington
- Ronnie Gene Blevins : Ben Hutchins
- Barry Corbin (VF : Philippe Dumond) : Babe
- Michael Beach (VF : Frantz Confiac) : Mark Mitchell
- Scarlet Stallone (VF : Lou Viguier) : Spencer
- Alan Autry (en) : Brian Gillen
- McKenna Quigley Harrington (VF : Lou Viguier) : Grace
- Mike "Cash Flo" Walden : Big Foot
- Robert Patrick : Jeremiah Dunmire
- Beau Knapp : Cole Dunmire

 Source et légende : version française (VF) sur RS Doublage et cartons télévisés du doublage français.

### Anciens
- Andrea Savage (VF : Hélène Bizot) : Stacy Beale (saison 1, invitée saison 2)
- A. C. Peterson (VF : Patrick Raynal) : Pete « The Rock » Invernizzi (saison 1)
- Domenick Lombardozzi (VF : Jochen Hägele) : Don Charles « Chickie » Invernizzi (saisons 1 et 2)
- Rich Ting (VF : Arnaud Arbessier) : Jackie Ming (saison 2)

## Production
En décembre 2021, il est annoncé qu'une série intitulée Kansas City, créée par Taylor Sheridan, est en développement pour Paramount+. Terence Winter est annoncé comme showrunner. Sylvester Stallone est ensuite annoncé dans le rôle principal, une première pour lui à la télévision. La série est officiellement commandée en février 2022. Le titre et le lieu de l'intrigue sont finalement modifiés : l'histoire se déroulera finalement à Tulsa dans l'Oklahoma au lieu de Kansas City dans le Missouri. Max Casella, Domenick Lombardozzi, Vincent Piazza et Jay Will rejoignent ensuite le projet. En mai 2022, A. C. Peterson, Andrea Savage, Martin Starr ou encore Garrett Hedlund sont également confirmés,,,. Dana Delany est annoncée en juin.
Taylor Sheridan a eu l'idée de cette série durant la pandémie de Covid-19. Il lui a fallu une semaine pour développer l'idée et écrire le pilote, avant de présenter le projet à Sylvester Stallone. Le tournage débute en mars 2022.

## Diffusion
La série est diffusée aux États-Unis dès le 13 novembre 2022 sur Paramount+. Les deux premiers épisodes sont diffusés sur Paramount Network les 13 et 20 en introduction de la nouvelle saison de Yellowstone, autre création de Taylor Sheridan,,.
En France, la première saison de la série est diffusée sur la chaine M6 à partir du 8 octobre 2024.

## Épisodes

### Saison 1 (2022)
1. À l'ouest, l'ancêtre (Go West, Old Man)
2. Le centre de l'univers (Center of the Universe)
3. La Chevrolet (Caprice)
4. Une question de territoire (Visitation Place)
5. Une histoire de frangins (Token Joe)
6. Une écurie solide (Stable)
7. Warr Acres (Warr Acres)
8. Murs d'Adobe (Adobe Walls)
9. Bonne chance (Happy Trails)

### Saison 2 (2024)
1. De nouveau en selle (Back in the Saddle)
2. Le Blues de Kansas City (Kansas City Blues)
3. Oklahoma contre Manfredi (Oklahoma v. Manfredi)
4. Les gentils et les méchants (Heroes and Villains)
5. Se battre contre des moulins à vent (Tilting at Windmills)
6. Navigateur (Navigator)
7. Survie (Life Support)
8. Nouvelle direction (Under New Management)
9. Les triades (Triad)
10. Reconstruction (Reconstruction)

### Saison 3 (2025)
- Sortie fin 2025.

## Audiences

### Diffusion télévisuelle en France en 2024
En France, la saison 1 est diffusée les mardis à 21 h 10 sur M6 par salves de trois épisodes du 8 au 22 octobre 2024. Elle est rediffusée sur W9 à partir du 1er avril 2025.
| Épisode | Diffusion             | Diffusion     | Audience moyenne          | Audience moyenne                       | Audience moyenne | Réf.   |
| Épisode | Jour                  | Horaire       | Nombre de téléspectateurs | Part de marché (sur les 4 ans et plus) | Classement       | Réf.   |
| ------- | --------------------- | ------------- | ------------------------- | -------------------------------------- | ---------------- | ------ |
| 1       | Mardi 8 octobre 2024  | 21:10 - 21:55 | 1 830 000                 | 9 %                                    | 4e               | [ 16 ] |
| 2       | Mardi 8 octobre 2024  | 21:55 - 22:40 | 1 530 000                 | 8,4 %                                  | 4e               | [ 16 ] |
| 3       | Mardi 8 octobre 2024  | 22:40 - 23:25 | 1 140 000                 | 8,8 %                                  | 4e               | [ 16 ] |
| 4       | Mardi 15 octobre 2024 | 21:10 - 21:55 | 1 360 000                 | 6,7 %                                  | 4e               | [ 17 ] |
| 5       | Mardi 15 octobre 2024 | 21:55 - 22:30 | 1 120 000                 | 6,1 %                                  | 4e               | [ 17 ] |
| 6       | Mardi 15 octobre 2024 | 22:30 - 23:20 | 1 020 000                 | 7,6 %                                  | 4e               | [ 17 ] |
| 7       | Mardi 22 octobre 2024 | 21:10 - 21:55 | 1 310 000                 | 6,3 %                                  | 4e               | [ 18 ] |
| 8       | Mardi 22 octobre 2024 | 21:55 - 22:35 | 1 090 000                 | 5,7 %                                  | 4e               | [ 18 ] |
| 9       | Mardi 22 octobre 2024 | 22:35 - 23:25 | 949 000                   | 6,8 %                                  | 4e               | [ 18 ] |

- Les plus hauts chiffres d'audience
- Les plus bas chiffres d'audience